# رامز رزق
رامز رزق هو كاتب لبناني من مواليد عام 1954 في بلدة ميس الجبل جنوب لبنان. ركّز رزق في إنتاجه الأدبيّ على المنطقة التي وُلد وترعرع فيها حيث أصدر عددًا من الكتب التاريخيّة حول ميس الجبل، كما توجّه لعالم الرويات عبر نشرهِ ثلاث روايات طويلة وقصّة أخرى قصصيّة، فضلًا عن كتابٍ يدرسُ تطوّر الفقه والفكر الشيعي الإمامي تحتَ عنوان «قراءة في تاريخ الفقه الإمامي».

## الحياة المُبكّرة والتعليم
وُلد رامز رزق عام 1954 في بلدة ميس الجبل الواقعة جنوب لبنان. تلقى رامز علومه الإبتدائية في مدرسة ميس الجبل، ثمّ حصل على إجازة التعليم الابتدائي من دار المعلمين في النبطية سنة 1975، وحصل على إجازة من كلية الآداب في الجامعة اللبنانية سنة 1981. ترك لبنان سنة 1988 متوجهًا صوبَ أستراليا حيث حصل هناك على شهادة ماجيستير في الفلسفة من جامعة سيدني سنة 2000.

## المسيرة المهنيّة
أصدر رامز رزق كتابه الأول الذي مثّل أول إنتاجٍ أدبيّ له في هذا المجال سنة 2001 تحتَ عنوان «عامليّات» وهي مجموعة قصصية من جبل عامل (جنوب لبنان)، ثمّ صدر له كتابان في التاريخ هما «ميس الجبل: لؤلؤة جبل عامل» و«جبل عامل تاريخ وأحداث» سنة 2005، وصدر له في سنة 2012 كتاب «قراءة في تاريخ الفقه الإمامي» حول تطور الفقه والفكر الشيعي الإمامي.
واصلَ رزق إنتاجه الأدبيّ مع مرور السنين فأصدر كتاب «عامليات 2» وهي مجموعة قصص قصيرة مثّلت تتمّة للكتاب الأول الذي حمل نفس الاسم بدون ترقيم. اقتحمَ رزق أيضًا عالم الروايات فنشر ثلاث روايات طويلة وهي «عبدو الياس اللبناني» و«على حافة الجرف» و«مالك مختار»، وهي الرواية التي تنتمي بأحداثها ووقائعها إلى عالم الريف اللبناني بعاداته وتقاليده وأطره الإجتماعية التي تفرضُ في أحيان عديدة تنفيذ أوامر الآباء في مسألة هامّة هي قرار الزواج، ويكون على الأبناء السمع والطاعة. رصد رزق في هذه الرواية هذا النمط من العلاقات من خلال حكاية الشاب مالك الشخصية الرئيسية في الرواية، والشخصيات الأخرى المرتبطة به بسبب أو بآخر. وهي حكاية يختلطُ فيها الإحسان بالإساءة، والندم بالمرارة، والذنب بتأنيب الضمير.

## قائمة أعماله
هذه قائمةٌ بأبرز أعمال الكاتب اللبناني رامز رزق:
- عامليّات (جزئين)[10]
- ميس الجبل: لؤلؤة جبل عامل[11]
- جبل عامل تاريخ وأحداث[12]
- قراءة في تاريخ الفقه الإمامي[13]
- عبدو الياس اللبناني[14]
- على حافة الجرف[15]
- مالك مختار